# 2S22 Bohdana
Il 2S22 Bohdana (in cirillico: 2С22 Богдана?) è un semovente d'artiglieria di fabbricazione ucraina, prodotto dallo Stabilimento di Macchine Utensili Pesanti di Kramators'k secondo il calibro standard NATO 155 mm invece che il classico 152 mm sovietico. Dispone di una cabina blindata e una stiva di 20 granate. Ha un raggio d'azione massimo di 40 km con munizionamento HE/AP e di 50 km con proiettili assistiti a razzo.

## Storia
Sviluppato a partire dal 2015, il sistema d'arma è stato mostrato per la prima volta nel 2018, con l'apparizione pubblica del primo prototipo durante la parata per il Giorno dell'indipendenza dell'Ucraina a Kiev. Nel corso del 2020 e del 2021 sono stati condotti numerosi test di fuoco preliminari all'avvio della produzione in serie.
Il 25 febbraio 2022, al momento dello scoppio dell'invasione russa dell'Ucraina, i progettisti del Bohdana ricevettero l'ordine di distruggere l'unico prototipo esistente per evitare che cadesse in mano russa. Tuttavia il sistema d'arma venne smontato in più parti a Kramators'k e spedito nelle retrovie del fronte, a Žytomyr, dove venne riassemblato. A partire da maggio 2022 è stato quindi utilizzato sul campo di battaglia. A giugno l'esemplare è stato impiegato per bersagliare le forze russe sull'isola dei Serpenti sparando dalla terraferma ucraina. Il 30 giugno il comandante in capo delle Forze armate ucraine Valerij Zalužnyj ha affermato che il semovente d'artiglieria Bohdana ha dato un contributo importante nel costringere i russi a ritirarsi e abbandonare l'isola.
Il 26 gennaio 2023 il ministro della difesa ucraino Oleksij Reznikov ha annunciato l'inizio della produzione in serie del Bohdana. Nel luglio 2023 il semovente è stato adottato ufficialmente dalle Forze armate ucraine. Il 1º ottobre 2024 il presidente ucraino Volodymyr Zelens'kyj ha annunciato che la produzione aveva raggiunto il numero di 18 unità al mese. Alla fine del 2024 il numero totale di esemplari prodotti è stato pari a 152, dei quali 12 distrutti o danneggiati in combattimento.

## Versioni
- Bohdana 1.0: versione sperimentale su telaio KrAZ-6322.
- Bohdana 2.0: versione pre-produzione su telaio MAZ-6317.
- Bohdana 3.0: versione di serie su telaio Tatra T815-7.
- Bohdana 4.0: versione aggiornata su telaio Tatra 158 Phoenix.
- 2P22 Bohdana-B: versione trainata del cannone semovente.

## Utilizzatori
Ucraina
- Forze armate ucraine

Almeno 180 esemplari nelle versioni 2.0, 3.0 e 4.0 al 2025.

## Galleria d'immagini

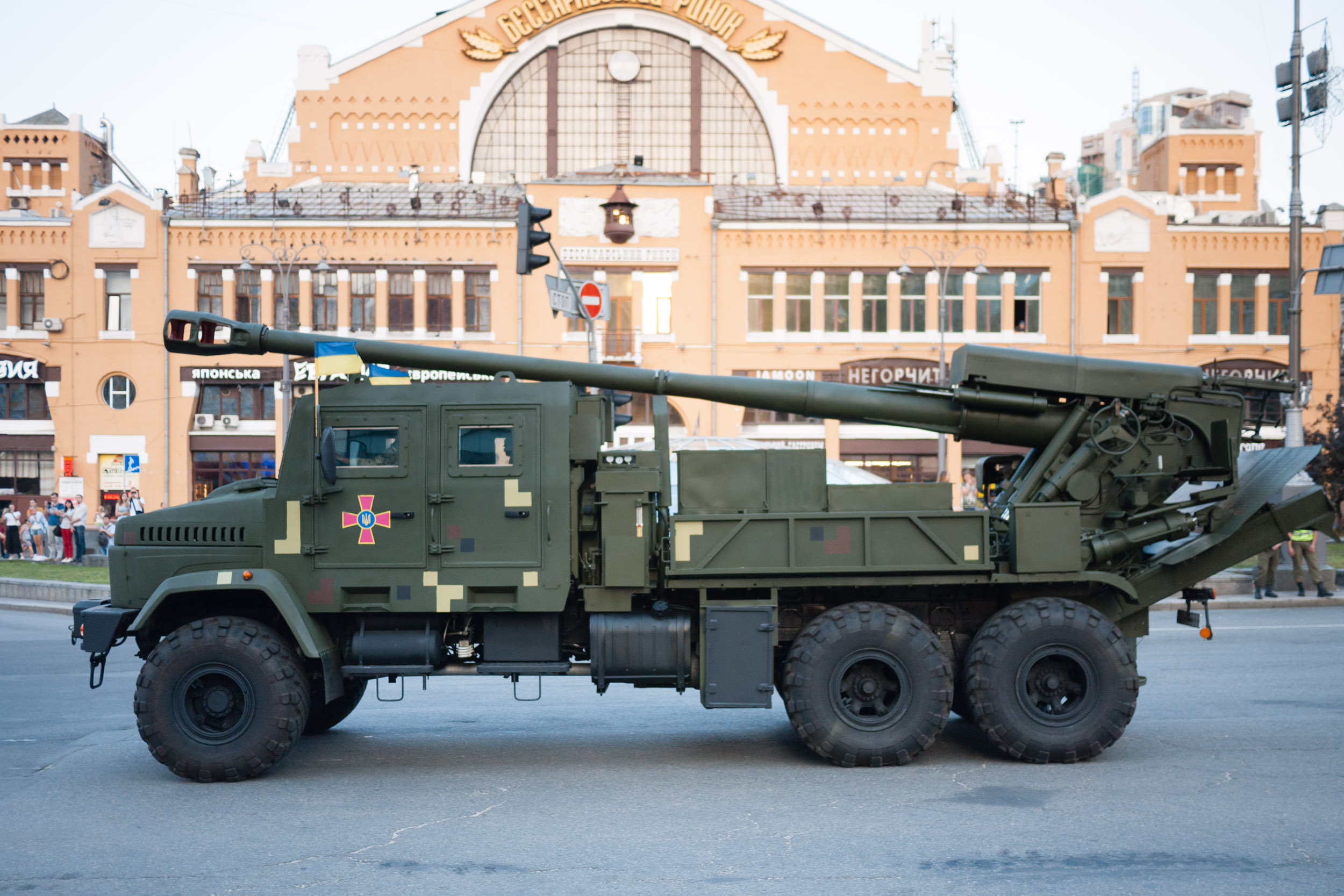
Vista laterale
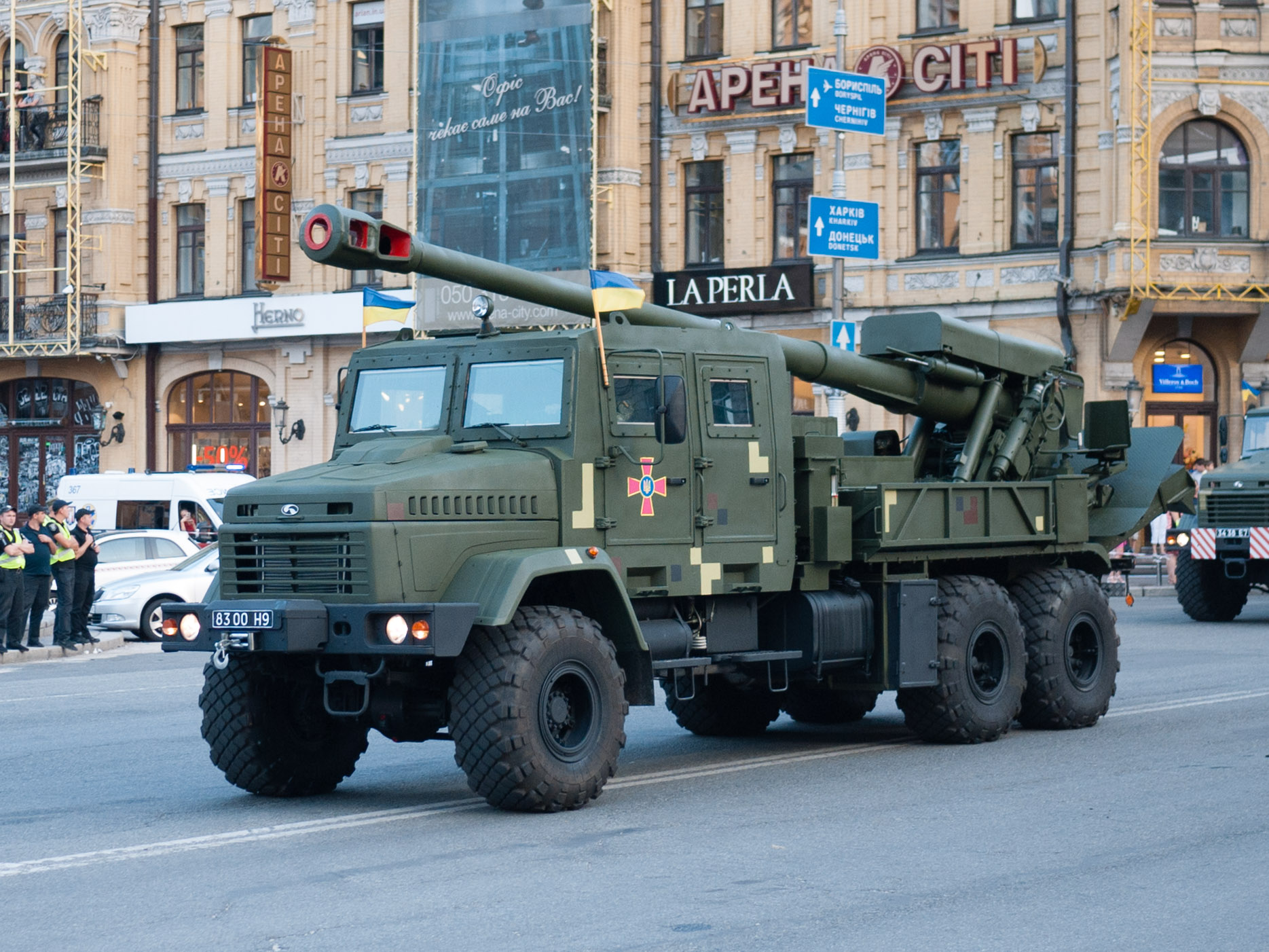
Vista frontale
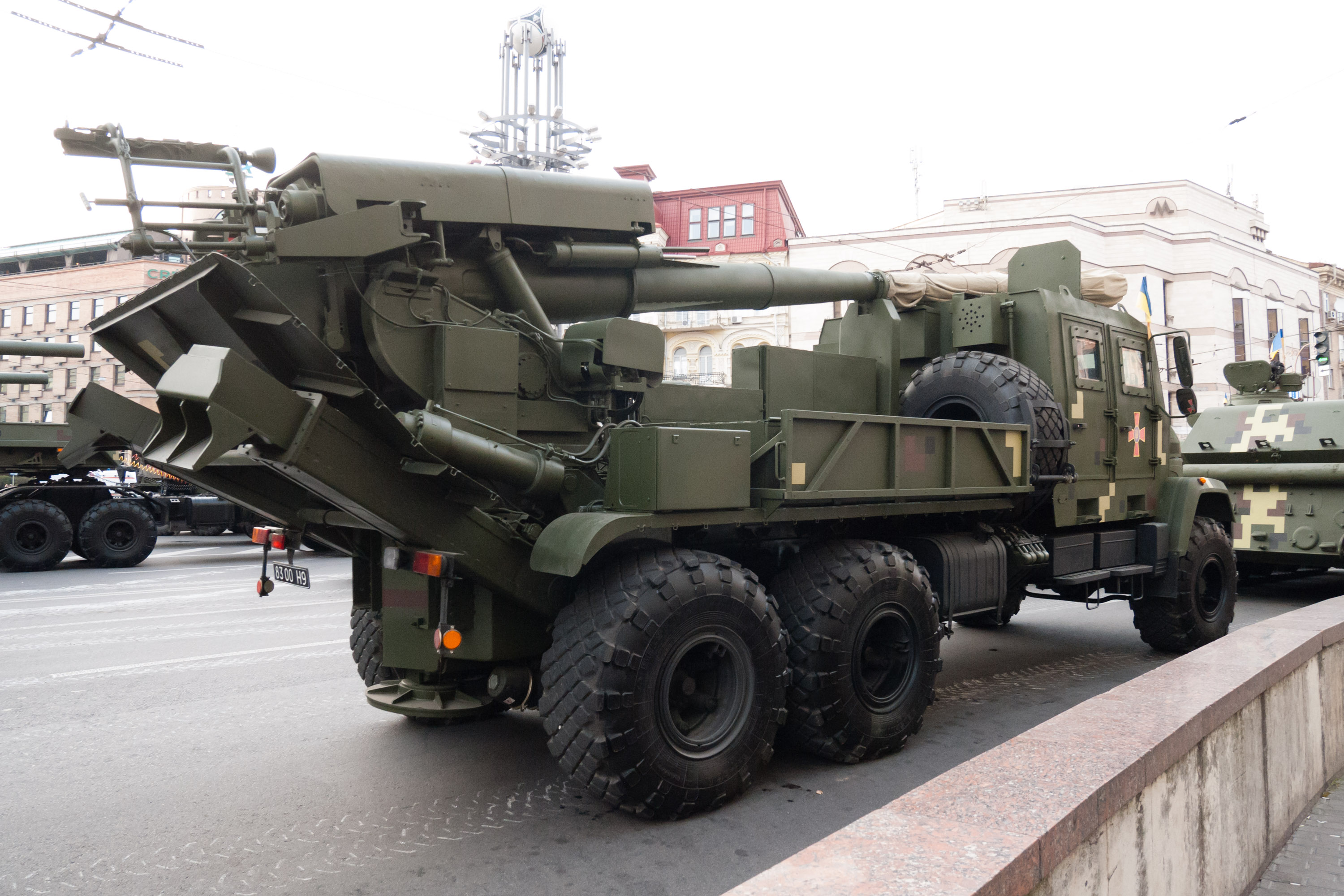
Dettaglio del cannone
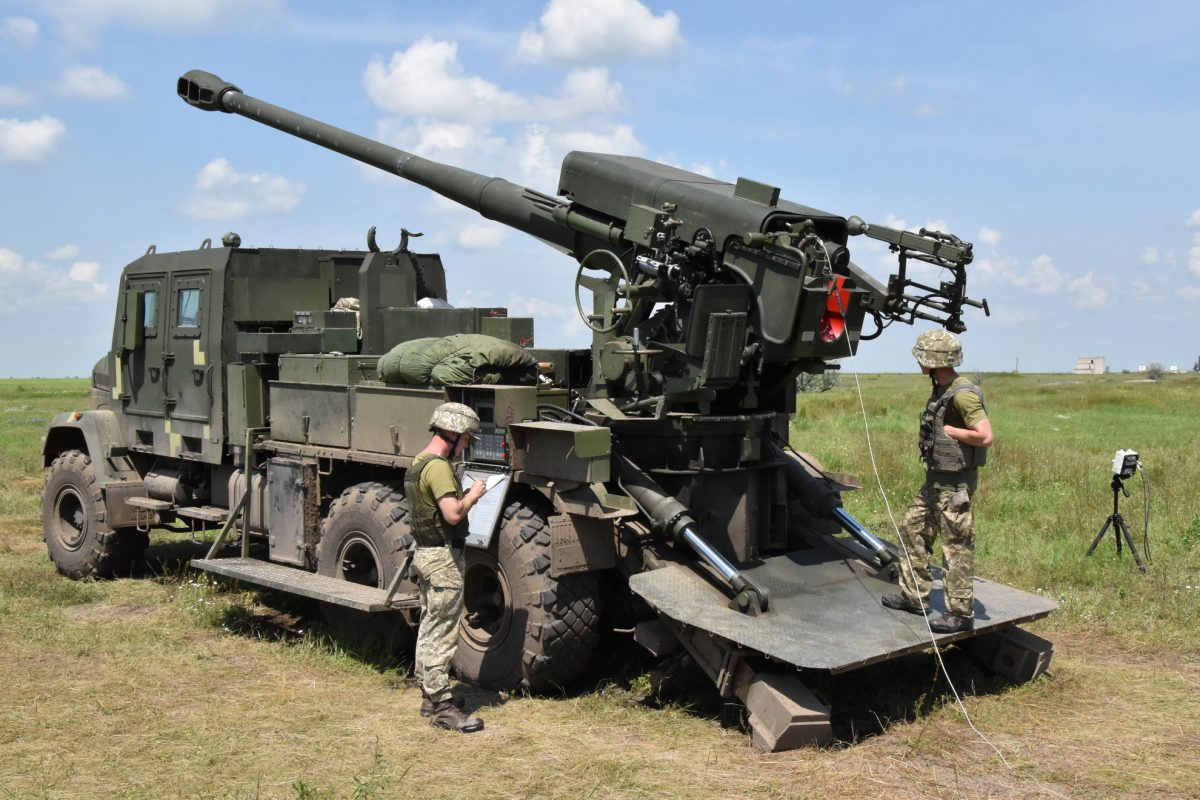
Durante i test del 2021